# Видгальм, Игнатий Мартынович
Игнатий Мартынович Видгальм (1835—1903) — российский зоолог.

## Биография
Родился 20 сентября 1835 года в Регенсбурге (Бавария) в семье городского судьи. Учился сначала в городском училище Св. Людовика (Мюнхен), затем — в Королевском Голландском институте для сыновей высших чиновников. Его учителями, а позднее — сотрудниками в этом учебном заведении были профессор зоологии Карл Зибольд, энтомолог Йозеф Крихбаумер, консерватор Кун.
В 1860 году он принял приглашение любителя-естественника русского помещика И. Н. Шатилова и переехал в его имение Тамак в Крыму, где стал изучать местную степную и морскую энтомологическую фауну. Осенью 1862 года переехал в Одессу, где стал сотрудником Ришельевского лицея. В 1865 году, он был назначен консерватором Зоологического кабинета Новороссийского университета. С 1876 года — внештатный лаборант, в 1887 году был утверждён в должности штатного лаборанта.
В качестве лаборанта И. М. Видгальм был незаменимым помощником университетских преподавателей И. И. Мечникова, А. О. Ковалевского, В. В. Заленского, П. Н. Бучинского, И. А. Маркузена, А. Ф. Стюарта, В. М. Репяхова, Д. А. Байкова; фактически, был их ассистентом. Очень много внимания уделял внеаудиторной практической работе со студентами; давал ценные указания о местах обитания животных и перспективных местах поиска остатков ископаемых видов в Одесском регионе, знакомил с известными методиками и с разработанными им самим практическими приемами коллекционирования и определения видовой принадлежности представителей местной фауны.
И. М. Видгальм собрал уникальную коллекцию черепов керченских макроцефалов. Значимым вкладом стали разработанные им рекомендации по борьбе с вредителями сельскохозяйственных культур, работы о развитии гессенской и шведской мух, обнаружение в реке Днестр реликтовой рыбы Umbra кrameri. И. М. Видгальм — автор более 25 научных статей. Он был избран действительным членом и членом-корреспондентом многих научных обществ и других общественных организаций: Новороссийского общества естествоиспытателей в Одессе, Общества акклиматизации животных в Москве, Энтомологического общества в Санкт-Петербурге, Общества сельского хозяйства Южной России, Филоксерного комитета, Одесской энтомологической комиссии, Комитета шелководства, Санкт-Петербургского общества рыболовства и других.
Умер 25 ноября 1903 года[по какому календарю?]. Был похоронен на католическом участке Второго христианского кладбища.